# کامیلا وی
کامیلا وی (انگلیسی: Camilla Way؛ زادهٔ ۱ ژانویهٔ ۱۹۷۳) نویسنده، رمان‌نویس، روزنامه‌نگار، و ویراستار انگلیسی متولد گرینویچ است. نخستین اثر منتشر شده از این نویسنده، کتابی است با عنوان مرگ تابستان که در سال ۲۰۰۷ منتشر گردید. در سال ۲۰۱۰ نیز کتاب پرندهٔ کوچک و در سال ۲۰۱۶ میلادی، کتاب دیدن ادی از این نویسنده منتشر گردید. آخرین اثری هم که از این نویسنده به چاپ رسیده، کتابی است مربوط به سال ۲۰۱۸ با عنوان دروغ‌هایی که گفتیم. این کتاب اخیراً با ترجمه شهناز ایلدرمی توسط کتاب مرو به چاپ رسیده است.